# Оямаа, Мадис Артхурович
Мадис Артхурович Оямаа (эст. Madis Arthurovitš Ojamaa; 30 марта 1937, Таллин, Эстония — 19 августа 1987, Таллин, Эстонская ССР, СССР) — советский и эстонский театральный и кинорежиссёр и сценарист.

## Биография
Родился 30 марта 1937 года в Таллине.
В 1961 году начал трудовую деятельность, работая помощником режиссёра в академическом театре имени Виктора Кингисеппа, был актёром и режиссёром Эстонского молодёжного театра. В 1970 году окончил режиссёрский факультет Государственного института театрального искусства имени Анатолия Луначарского. Работал режиссёром Пярнуского драматического театра имени Лидии Койдулы.
С 1969 года — режиссёр-постановщик киностудии «Таллинфильм». Выступил режиссёром художественных и рекламных фильмов.
Умер 19 августа 1987 года в возрасте 50 лет в Таллине.

## Фильмография

### Режиссёр
- 1968 — Лесная легенда / Libahunt — второй режиссёр
- 1969 — Двери / Uksed
- 1972 — Кровавый камень / Verekivi
- 1972 — Кровавый камень / Verekivi (рекламный)
- 1974 — Контейнерные перевозки I-II / Konteinerveod I-II (рекламный)
- 1977 — 100-летие фанерно-мебельного комбината / Vineeri- ja mööblivabriku 100. aastapäev (рекламный)

### Сценарист
- 1969 — Двери / Uksed
- 1972 — Кровавый камень / Verekivi